# Truskolasy
Truskolasy [truskɔˈlasɨ] é uma aldeia localizada no distrito administrativo de Wręczyca Wielka, do condado de Kłobuck, Silésia, no sul da Polônia. Fica aproximadamente a oito quilômetros a oeste de Wręczyca Wielka, onze quilômetros ao sudoeste de Kłobuck e 68 quilômetros ao norte da capital regional, Katowice. Entre 1975 e 1989, Truskolasy pertencia a voivodia de Częstochowa.
Em 2008, a aldeia tinha uma população de 2 044 habitantes. Em Truskolasy há uma igreja barroca.

## Pessoas
- Jakub Błaszczykowski, jogador de futebol, nascido em Truskolasy, em 1985.[2]